# Copa de las Naciones de la OFC 1973
La Copa de las Naciones de la OFC 1973 (conocida como Copa Oceanía 1973 en aquel entonces) fue la primera edición del máximo torneo a nivel de selecciones de Oceanía. Fue disputada por cinco selecciones: Tahití, Fiyi, Nueva Zelanda, Nueva Caledonia y Nuevas Hébridas, con la importante ausencia de Australia, cuya federación se había desafiliado de la OFC en busca de ingresar a la Confederación Asiática. Se llevó a cabo del 17 al 24 de febrero en Nueva Zelanda.
Los equipos se enfrentaron primero en un sistema de todos contra todos. Nueva Zelanda y Tahití, primero y segundo respectivamente, se enfrentaron en la final, en la cual vencieron los neozelandeses por 2-0, coronándose así campeones oceánicos. Por otro lado, Nueva Caledonia y las Nuevas Hébridas, tercero y cuarto en la primera fase, disputaron el partido por el tercer puesto, el cual fue ganado por los neocaledonios por 2-1.

## Equipos participantes
| Equipos participantes | Equipos participantes | Equipos participantes | Equipos participantes | Equipos participantes |
| --------------------- | --------------------- | --------------------- | --------------------- | --------------------- |
| Fiyi                  | Nueva Caledonia       | Nuevas Hébridas       | Nueva Zelanda         | Tahití                |

## Resultados

### Primera fase
| Equipo          | Pts | PJ | PG | PE | PP | GF | GC | Dif |
| --------------- | --- | -- | -- | -- | -- | -- | -- | --- |
| Nueva Zelanda   | 7   | 4  | 3  | 1  | 0  | 11 | 4  | 7   |
| Tahití          | 6   | 4  | 2  | 2  | 0  | 7  | 2  | 5   |
| Nueva Caledonia | 4   | 4  | 2  | 0  | 2  | 8  | 5  | 3   |
| Nuevas Hébridas | 3   | 4  | 1  | 1  | 2  | 4  | 8  | -4  |
| Fiyi            | 0   | 4  | 0  | 0  | 4  | 2  | 13 | -11 |

| 17 de febrero de 1973 | Tahití           | 2:1 | Nueva Caledonia | Newmarket Park, Auckland                 |                                          |
|                       | Bennet · Tumahai |     | Mandin          | Árbitro(s): T. Delahunty (Nueva Zelanda) | Árbitro(s): T. Delahunty (Nueva Zelanda) |

| 17 de febrero de 1973 | Nueva Zelanda                          | 5:1 | Fiyi     | Newmarket Park, Auckland                  |                                           |
|                       | Turner · Taylor · Brand · Bland · Vest |     | Vakatawa | Árbitro(s): A. Nakagawa (Nueva Caledonia) | Árbitro(s): A. Nakagawa (Nueva Caledonia) |

| 18 de febrero de 1973 | Nueva Caledonia         | 4:1 | Nuevas Hébridas | Newmarket Park, Auckland         |                                  |
|                       | Hmae · Wayewol · Wacapo |     | Dupuy           | Árbitro(s): P. Tahuaitu (Tahití) | Árbitro(s): P. Tahuaitu (Tahití) |

| 18 de febrero de 1973 | Tahití | 1:1 | Nueva Zelanda | Newmarket Park, Auckland    |                             |
|                       | Bennet |     | Vest          | Árbitro(s): P. Raman (Fiyi) | Árbitro(s): P. Raman (Fiyi) |

| 20 de febrero de 1973 | Nueva Caledonia | 2:0 | Fiyi | Newmarket Park, Auckland                 |                                          |
|                       | Wayewol         |     |      | Árbitro(s): B. Chaudet (Nuevas Hébridas) | Árbitro(s): B. Chaudet (Nuevas Hébridas) |

| 20 de febrero de 1973 | Tahití | 0:0 | Nuevas Hébridas | Newmarket Park, Auckland                  |  |
|                       |        |     |                 | Árbitro(s): A. Nakagawa (Nueva Caledonia) |  |

| 21 de febrero de 1973 | Nuevas Hébridas  | 2:1 | Fiyi     | Newmarket Park, Auckland                 |                                          |
|                       | Saurei · Valette |     | Kurivitu | Árbitro(s): T. Delahunty (Nueva Zelanda) | Árbitro(s): T. Delahunty (Nueva Zelanda) |

| 21 de febrero de 1973 | Nueva Zelanda     | 2:1 | Nueva Caledonia | Newmarket Park, Auckland                 |                                          |
|                       | Marley · Latimour |     | Xovie           | Árbitro(s): T. Delahunty (Nueva Zelanda) | Árbitro(s): T. Delahunty (Nueva Zelanda) |

| 23 de febrero de 1973 | Tahití                               | 4:0 | Fiyi | Newmarket Park, Auckland                  |                                           |
|                       | Carrara · Fok · Malinowski · Marigny |     |      | Árbitro(s): A. Nakagawa (Nueva Caledonia) | Árbitro(s): A. Nakagawa (Nueva Caledonia) |

| 23 de febrero de 1973 | Nueva Zelanda            | 3:1 | Nuevas Hébridas | Newmarket Park, Auckland         |                                  |
|                       | Bland · Hardman · Marley |     | Valette         | Árbitro(s): P. Tahuaitu (Tahití) | Árbitro(s): P. Tahuaitu (Tahití) |

## Segunda fase

### Tercer lugar
| 24 de febrero de 1973 | Nueva Caledonia | 2:1 | Nuevas Hébridas | Newmarket Park, Auckland         |                                  |
|                       | Delmas · Xowie  |     | Galinie         | Árbitro(s): P. Tahuaitu (Tahití) | Árbitro(s): P. Tahuaitu (Tahití) |

### Final
| 24 de febrero de 1973 | Nueva Zelanda   | 2:0 | Tahití | Newmarket Park, Auckland         |                                  |
|                       | Taylor · Marley |     |        | Árbitro(s): P. Tahuaitu (Tahití) | Árbitro(s): P. Tahuaitu (Tahití) |

|                                   |
| Bandera de Nueva Zelanda          |
| Campeón Nueva Zelanda 1.er título |

## Goleadores
3 goles
- Segin Wayewol
- Alan Marley
- Erroll Bennett

2 goles
- Jean Hmae
- Jean Xowie
- Malcolm Bland
- David Taylor
- Alan Vest

1 gol
- Josateki Kurivitu
- Terio Vakatawa
- Gerald Delmas
- Roger Mandin
- Pierre Wacapo
- Michael Dupuy
- Charles Galinie
- Alick Saurei
- Jacky Valette
- Raymond Valette
- Geoff Brand
- Brian Hardman
- Colin Latimour
- Brian Turner
- Claude Carrara
- Harold Ng Fok
- Gilles Malinowski
- Roland de Marigny
- Alexis Tumahai

## Estadísticas

### Clasificación final
En el año que se disputó el torneo se otorgaban 2 puntos por victoria, y no 3 como se hace actualmente.
| Equipo | Equipo          | Pts | PJ | PG | PE | PP | GF | GC | Dif | Rend |
| ------ | --------------- | --- | -- | -- | -- | -- | -- | -- | --- | ---- |
| 1      | Nueva Zelanda   | 9   | 5  | 4  | 1  | 0  | 13 | 4  | 9   | 60%  |
| 2      | Tahití          | 6   | 5  | 2  | 2  | 1  | 7  | 2  | 5   | 40%  |
| 3      | Nueva Caledonia | 6   | 5  | 3  | 0  | 2  | 10 | 6  | 4   | 40%  |
| 4      | Nuevas Hébridas | 3   | 5  | 1  | 1  | 3  | 5  | 10 | -5  | 20%  |
| 5      | Fiyi            | 0   | 4  | 0  | 0  | 4  | 2  | 13 | -11 | 0%   |